# Brian Doyle-Murray
Pour les articles homonymes, voir Brian Doyle et Doyle.
Brian Murray, dit Brian Doyle-Murray est un acteur et scénariste américain, né le 31 octobre 1945 à Evanston. Il apparaît avec son frère cadet l'acteur Bill Murray dans plusieurs films tels que Le Golf en folie, Le Fil du rasoir, Fantômes en fête, SOS Fantômes 2 et Un jour sans fin. Il a tenu le rôle du grossier Hank Murphy dans la sitcom Sullivan and Son, de Don Ehlert dans The Middle et de Bob Kruger dans Lodge 49 (en). Il est également doubleur dans l'animation comme dans Bob l'éponge avec le Hollandais Volant, dans Mon copain de classe est un singe avec le coach Tiffany Gills, et Les Merveilleuses Mésaventures de Flapjack avec le capitaine Flibuste.
Doyle-Murray est nommé trois fois aux Emmy Awards en 1978, 1979, et 1980 pour son travail dans le Saturday Night Live dans la catégorie Primetime Emmy Award du meilleur scénario pour une émission de divertissement. Ses deux frères cadets, Joel et Bill, sont également acteurs. Son frère aîné Ed était un homme d'affaires avant sa mort en 2020 et son frère Andy est chef cuisinier et dirige le restaurant Murray Brothers CaddyShack situé dans le complexe World Golf Village en Floride. Doyle est le nom de jeune fille de sa grand-mère qu'il utilise pour éviter toute confusion avec l'acteur Brian Murray.

## Filmographie

### Comme acteur
- 1972 : Les Poulets (Fuzz) : Detective
- 1975 : La Honte de la jungle (Tarzoon, la honte de la jungle) (voix)
- 1980 : Le Golf en folie (Caddyshack) : Lou Loomis
- 1981 : Modern Problems : Brian Stills
- 1983 : Bonjour les vacances (Vacation) : Kamp Komfort Clerk
- 1984 : Seize Bougies pour Sam (Sixteen Candles) de John Hughes : Reverend at Wedding
- 1984 : Le Fil du rasoir (The Razor's Edge) : Piedmont
- 1985 : Head Office : Col. Tolliver
- 1986 : L'Affaire Chelsea Deardon (Legal Eagles) d'Ivan Reitman : Shaw
- 1986 : Club Paradis (Club Paradise) : Voit Zerbe
- 1988 : Fantômes en fête (Scrooged) : Earl Cross
- 1989 : The Experts : Mr. Jones
- 1989 : How I Got Into College : Coach Evans
- 1989 : SOS Fantômes 2 (Ghostbusters II) : Psychiatrist
- 1989 : Le sapin a les boules (National Lampoon's Christmas Vacation) : Mr. Frank Shirley
- 1990 : Small White House : Johnny's father
- 1991 : Good Sports (série télévisée) : John 'Mac' MacKinney
- 1991 : Tribunal fantôme (Nothing But Trouble) de Simon Wincer : Brian
- 1991 : Babe Ruth (TV) : Marshall Hunt
- 1991 : JFK : Jack Ruby
- 1992 : Wayne's World : Noah Vanderhoff
- 1992 : Frosty Returns (TV) : Mr. Twitchell (voix)
- 1993 : Un jour sans fin (Groundhog Day) : Buster Green
- 1993 : Bakersfield P.D. ("Bakersfield, P.D.") (série télévisée) : Sergeant Bill Hampton
- 1994 : Cabin Boy : Skunk
- 1994 : The Martin Short Show (série télévisée) : Gary
- 1994 : Texan (TV) : Sleazy Guy
- 1995 : The George Wendt Show (série télévisée) : Finnie
- 1995 : Le Sang du frère (My Brother's Keeper) (TV) : Curtis
- 1995 : Jury Duty : Harry
- 1996 : Pistol Pete (TV) : Mayor
- 1996 : Mes doubles, ma femme et moi (Multiplicity) : Walt
- 1996 : Waiting for Guffman : Red Savage
- 1997 : Le Petit Grille-pain courageux : À la rescousse (The Brave Little Toaster to the Rescue) (vidéo) : Wittgenstein (voix)
- 1997 : Casper, l'apprenti fantôme (Casper: A Spirited Beginning) (TV) : Foreman Dave
- 1997 : Pour le pire et pour le meilleur (As Good as It Gets) : Handyman John
- 1998 : Le Petit grille-pain courageux - Objectif Mars (The Brave Little Toaster Goes to Mars) (vidéo) : Wittgenstein (voix)
- 1998 : Dr Dolittle (Doctor Dolittle) : Old Beagle (voix)
- 1998 : Denis la Malice sème la panique (Dennis the Menace Strikes Again!) (vidéo) : Professor
- 1998 : The Jungle Book: Mowgli's Story (vidéo) : Baloo the Bear (voix)
- 1998 : Legalese (TV) : Roy's Father
- 1999 : Kill the Man : Grumpy Senior
- 1999 : Love & Money ("Love & Money") (série télévisée) : Finn McBride
- 1999 : Stuart Little : Cousin Edgar Little
- 1999-maintenant : Bob l'éponge : Le hollandais volant (voix)
- 2000 : Qui a tué Mona ? (Drowning Mona) : Tow Truck Driver
- 2000 : Endiablé (Bedazzled) : Priest
- 2001 : Without Charlie : Vicki's Father
- 2001 : A Gentleman's Game : Tomato Face
- 2002 : Sun Gods (TV) : Plunkett
- 2002 : Chiens des neiges (Snow Dogs) : Ernie
- 2002 : Teamo Supremo (série télévisée) : Chief (voix)
- 2003 : Getting Hal : Phil
- 2005 : The Thing with No Head : Narrator (voix)
- 2005 : Le Monde de Maggie (série télévisée) : Mr. Pesky (voix)
- 2006 : Nearing Grace : Mr. Haydes
- 2007-2009 : The Bill Engvall Show : M. Faulkner
- 2010 : Supernatural ; épisode 15 de la saison 6 : The French Mistake : Producteur Robert "Bobby" Singer
- 2008 Psych : Enquêteur malgré lui ; épisode 12 de la saison 2 : Coups de vieux : Grand-père Spencer
- 2009-2018 : The Middle (série télévisée) : M. Ehlert (régulier saisons 1 et 2, récurrent depuis saison 3)

### Comme scénariste
- 1980 : Le Golf en folie (Caddyshack)
- 1985 : The Best of John Belushi (vidéo)
- 1986 : The Best of Dan Aykroyd (vidéo)
- 1986 : Club Paradis (Club Paradise)